# Robert Loontjens
Robert Loontjens (Maastricht, 24 augustus 1972) is een voormalig Nederlands profvoetballer die op meerdere posities inzetbaar was, doch bij voorkeur als vleugelverdediger.
Loontjens doorliep de jeugdopleiding van Fortuna Sittard en maakte namens die club op 29 maart 1992 zijn profdebuut in de thuiswedstrijd tegen Roda JC (0-1) als invaller voor Jerry Taihuttu. De verdediger speelde 6 jaar voor de Sittardenaren en stapte in 1997 over naar SC Cambuur waar hij eveneens 6 jaar onder contract stond. In 2003 vertrok hij naar VVV-Venlo waar hij in twee jaar vanwege blessureleed nauwelijks in actie kwam. Na veertien seizoenen betaald voetbal zette Loontjens een punt achter zijn profloopbaan. Hij speelde nog een paar jaar in de lagere Belgische reeksen bij Verbroedering Maasmechelen.

## Statistieken
| Seizoen | Club            | Land      | Competitie     | Wed. | Goals |
| ------- | --------------- | --------- | -------------- | ---- | ----- |
| 1991/92 | Fortuna Sittard | Nederland | Eredivisie     | 1    | 0     |
| 1992/93 | Fortuna Sittard | Nederland | Eredivisie     | 0    | 0     |
| 1993/94 | Fortuna Sittard | Nederland | Eerste divisie | 3    | 0     |
| 1994/95 | Fortuna Sittard | Nederland | Eerste divisie | 27   | 0     |
| 1995/96 | Fortuna Sittard | Nederland | Eredivisie     | 15   | 0     |
| 1996/97 | Fortuna Sittard | Nederland | Eredivisie     | 31   | 0     |
| 1997/98 | SC Cambuur      | Nederland | Eerste divisie | 4    | 0     |
| 1998/99 | SC Cambuur      | Nederland | Eredivisie     | 21   | 0     |
| 1999/00 | SC Cambuur      | Nederland | Eredivisie     | 24   | 1     |
| 2000/01 | SC Cambuur      | Nederland | Eerste divisie | 25   | 0     |
| 2001/02 | SC Cambuur      | Nederland | Eerste divisie | 26   | 1     |
| 2002/03 | SC Cambuur      | Nederland | Eerste divisie | 22   | 0     |
| 2003/04 | VVV-Venlo       | Nederland | Eerste divisie | 2    | 0     |
| 2004/05 | VVV-Venlo       | Nederland | Eerste divisie | 5    | 0     |
| Totaal  | Totaal          | Totaal    | Totaal         | 206  | 2     |